# West Carthage
West Carthage és una població dels Estats Units a l'estat de Nova York. Segons el cens del 2000 tenia 2.102 habitants.

## Demografia
Segons el cens del 2000, West Carthage tenia 2.102 habitants, 830 habitatges, i 557 famílies. La densitat de població era de 676,3 habitants per km².
Dels 830 habitatges en un 38% hi vivien nens de menys de 18 anys, en un 54,6% hi vivien parelles casades, en un 10,1% dones solteres, i en un 32,8% no eren unitats familiars. En el 28,7% dels habitatges hi vivien persones soles el 15,9% de les quals corresponia a persones de 65 anys o més que vivien soles. El nombre mitjà de persones vivint en cada habitatge era de 2,53 i el nombre mitjà de persones que vivien en cada família era de 3,09.
Per edats la població es repartia de la següent manera: un 29,7% tenia menys de 18 anys, un 10,4% entre 18 i 24, un 28,7% entre 25 i 44, un 17,4% de 45 a 60 i un 13,8% 65 anys o més.
L'edat mediana era de 32 anys. Per cada 100 dones de 18 o més anys hi havia 85 homes.
La renda mediana per habitatge era de 30.156 $ i la renda mediana per família de 34.609 $. Els homes tenien una renda mediana de 33.043 $ mentre que les dones 18.971 $. La renda per capita de la població era de 14.915 $. Entorn del 9,2% de les famílies i el 10,6% de la població estaven per davall del llindar de pobresa.